# 古乾原站
古乾原站（韓語：고건원역）是朝鮮民主主義人民共和國咸镜北道慶源郡的一個鐵路車站，属于古乾原線。

## 邻近车站
古乾原線
新乾站 - 古乾原站